# Naturschutzgebiet Quelle am Rüenhardt
Das Naturschutzgebiet Quelle am Rüenhardt ist ein 0,68 ha großes Naturschutzgebiet (NSG) westlich Lichtringhausen im Stadtgebiet von Attendorn im Kreis Olpe in Nordrhein-Westfalen. Es wurde 2003 im Rahmen der Aufstellung des Landschaftsplanes Attendorn-Heggen-Helden einstweilig sichergestellt und 2006 vom Kreistag mit dem Landschaftsplan Nr. 3 Attendorn-Heggen-Helden ausgewiesen. Das NSG liegt am Berg Rüenhardt. Südlich grenzt direkt das Naturschutzgebiet Auf’m Ebbe/Mahlersberg im Stadtgebiet von Meinerzhagen an.

## Gebietsbeschreibung
Beim NSG handelt es sich um einen Quellbereich.